# حزب لیبرال دموکرات (بریتانیا)
حزب لیبرال دموکرات یا لیبرال دموکرات‌ها (به انگلیسی: The Liberal Democrats) یکی از احزاب مهم بریتانیای کبیر با گرایش سیاسی میانه و میانه چپ است. حزب لیبرال دموکرات در سال ۱۹۸۸ با ادغام حزب لیبرال بریتانیا و حزب سوسیال دموکرات تشکیل شد.
این حزب تا ماه مه سال ۲۰۱۵ میلادی سومین حزب بزرگ در مجلس عوام بریتانیا بود.

## انتخابات سال ۲۰۱۵مجلس عوام بریتانیا
شکست سنگین این حزب در انتخابات مجلس عوام بریتانیا در ۷ ماه مه سال ۲۰۱۵ میلادی سبب شد آقای نیک کلگ که تا آن تاریخ رهبری حزب را بر عهده داشت، استعفای خود را اعلام نماید. لیبرال دموکرات‌ها که طی پنج سال (سالهای ۲۰۱۰ تا ۲۰۱۵) شریک دولت ائتلافی بودند، در این انتخابات ۴۹ کرسی خود را از دست دادند و تنها ۸ کرسی را در پارلمان حفظ کردند. بلافاصله پس از پایان شمارش آراء و مشخص شدن نتایج این انتخابات آقای نیک کلگ طی یک سخنرانی گفت: «در حقیقت نتایج بیش از تصور من درهم شکننده و ویران کننده و حتی می‌توان گفت هولناک بود. البته باید مسئولیت این نتیجه را بپذیرم و اعلام می‌کنم که به عنوان رهبر حزب لیبرال دموکرات از سمت خود استعفا می‌دهم.»